# Aglaoctenus oblongus
Aglaoctenus oblongus är en spindelart som först beskrevs av Carl Ludwig Koch 1847.  Aglaoctenus oblongus ingår i släktet Aglaoctenus och familjen vargspindlar. Inga underarter finns listade i Catalogue of Life.